# Tom Friedman (Künstler)

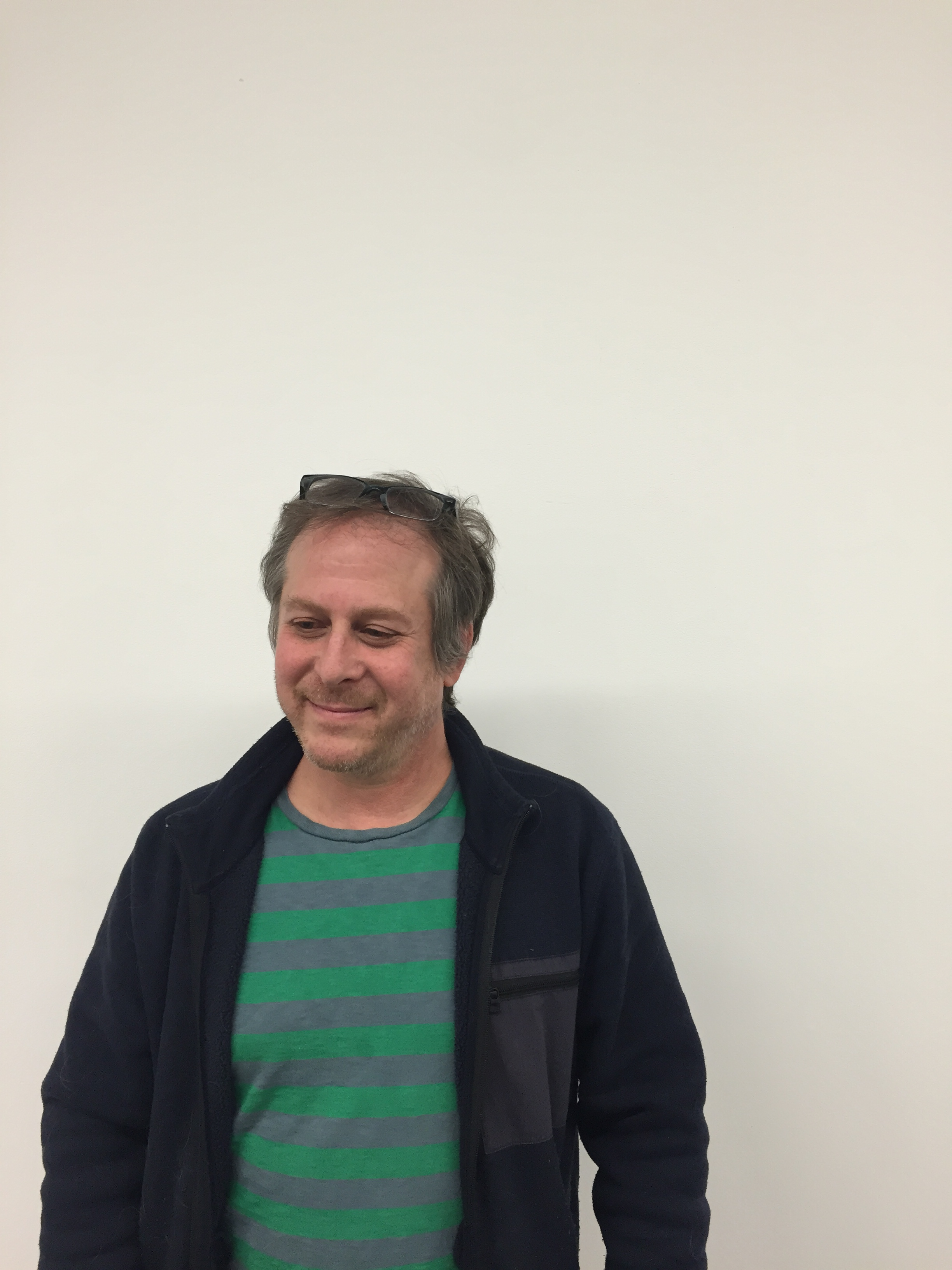
Tom Friedman

Tom Friedman (* 1965 in St. Louis, Missouri) ist ein US-amerikanischer Konzeptkünstler und Bildhauer. Für seine Kunstwerke verwendet er oft Alltagsgegenstände wie Zahnstocher oder Würfelzucker in geometrischen Arrangements.

## Leben
Tom Friedman studierte an der Washington University in St. Louis und erwarb 1988 einen Bachelor-Abschluss in Grafikdesign und Illustration. Anschließend setzte er sein Studium an der University of Illinois in Chicago fort, wo er 1990 einen Master in Bildhauerei erwarb.
Seine ersten Einzelausstellungen folgten im nächsten Jahr im Feature in New York City, im Southeastern Center for Contemporary Art in Winston-Salem, North Carolina und in der Rezac Gallery in Chicago. Seither hat er u. a. auch in London, Rom, Genf oder Tokio ausgestellt. Eine Retrospektive zu Friedmans Schaffen Tom Friedman: The Epic In The Everyday wurde zwischen 2000 und 2002 u. a. in Tokio, Chicago, San Francisco und Aspen gezeigt.
2000 war Tom Friedman für den Hugo Boss Prize nominiert.
Derzeit lebt Friedman in Leverett, im Westen Massachusetts mit seiner Frau und den gemeinsamen drei Kindern. Hier komponiert er auch Musik und schreibt Bücher.